# Aulacophora nigripennis
Aulacophora nigripennis là một loài bọ cánh cứng trong họ Chrysomelidae. Loài này được Motschulsky miêu tả khoa học năm 1857.

## Hình ảnh

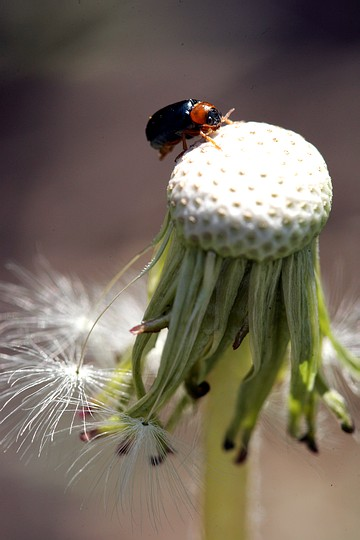
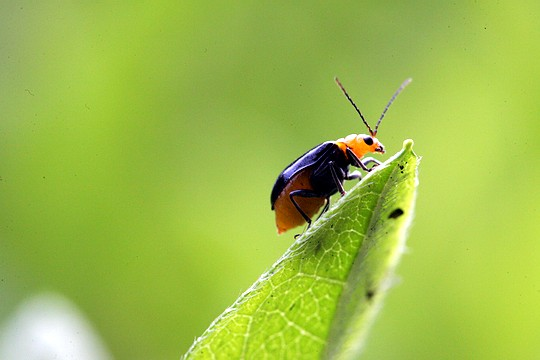